# Krka (rivier in Slovenië)
De Krka is een rivier in Slovenië. De Krka ontspringt bij het dorp Krka nabij Ivančna Gorica. De rivier stroomt door het landschap van de regio Dolenjska. De steden Kostanjevica na Krki en Novo mesto, worden grotendeels omringd door meanders in de Krka. Na 111 km voegt de Krka zich bij Brežice samen met de Sava.

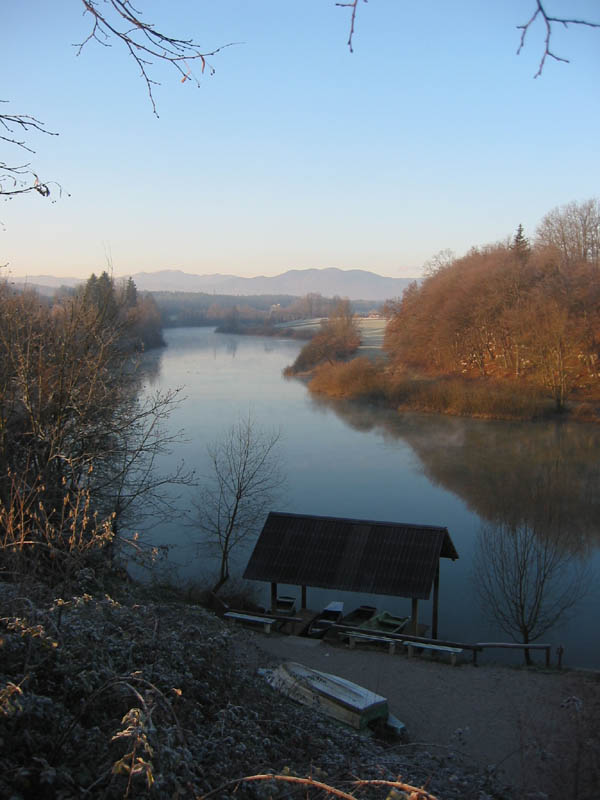
De Krka voor Novo mesto

- Gemeinsame Normdatei: 4094289-2
- Library of Congress Control Number: sh98007636
- Nationale Bibliotheek van Tsjechië: ge750042
- Nationale Bibliotheek van Israël: 987007554116005171